# Hakan Bilgiç
Hakan Bilgiç (* 30. Oktober 1992 in Midyat) ist ein belgisch-türkischer Fußballspieler.

## Karriere
Bilgiç Profilaufbahn startete 2013 beim belgischen Zweitligisten FC Brüssel. Hier eroberte er sich auf Anhieb einen Stammplatz und absolvierte bis zum Saisonende 28 Ligaspiele, in denen er zweimal traf. Im Sommer 2014 wechselte er in die türkische TFF 1. Lig zum Absteiger Elazığspor.
Zur Saison 2017/18 wechselte er zum Erstligisten Sivasspor.